# Martinovići (Župa dubrovačka)
Martinovići falu Horvátországban, Dubrovnik-Neretva megyében. Közigazgatásilag Župa dubrovačka községhez tartozik.

## Fekvése
A Dubrovnik városától légvonalban 7, közúton 11 km-re keletre, községközpontjától légvonalban 3, közúton 4 km-re északnyugatra, a Gornji Brgatról Srebrenóra menő út mentén, Grbavac és Makoše között fekszik. 

## Története
A falu pontos keletkezése nem ismert, de a 13. században már bizonyosan lakott volt. Ekkor épült középkori temploma, melynek helyén a mai plébániatemplom áll. A századok során a térséget többször támadták a hívatlan hadak kifosztva a környező falvakat, azért szükséges volt a határ mentén kellő számú határőrséget fenntartani. Ez biztosította a település állandó lakosságát. Határában egy középkori őrtorony maradványai is megtalálhatók. A lakosság 1806-ban is sokat szenvedett a montenegrói és orosz hadak pusztításától, akik sok házat, épületet, több templomot kifosztottak és leromboltak. Az ostromló hadakat a franciák kényszerítették visszavonulásra. A Raguzai Köztársaság bukása után 1806-ban Dalmáciával együtt ez a térség is a köztársaságot legyőző franciák uralma alá került, de Napóleon bukása után 1815-ben a berlini kongresszus Dalmáciával együtt a Habsburgoknak ítélte. 1857-ben 210, 1910-ben 209 lakosa volt. 1918-ban az új szerb-horvát-szlovén állam, majd később Jugoszlávia része lett. A délszláv háború idején 1991 október 24-én a jugoszláv hadsereg és a szerb szabadcsapatok foglalták el a települést, melyet kifosztottak és felégettek. A lakosság a közeli Dubrovnikba menekült és csak 1992 tavaszán térhetett vissza. A háború után rögtön megindult az újjáépítés. 2011-ben 126 lakosa volt, akik főként mezőgazdasággal foglalkoztak. 

## Népesség
| Lakosság változása | Lakosság változása | Lakosság változása | Lakosság változása | Lakosság változása | Lakosság változása | Lakosság változása | Lakosság változása | Lakosság változása | Lakosság változása | Lakosság változása | Lakosság változása | Lakosság változása | Lakosság változása | Lakosság változása | Lakosság változása |
| ------------------ | ------------------ | ------------------ | ------------------ | ------------------ | ------------------ | ------------------ | ------------------ | ------------------ | ------------------ | ------------------ | ------------------ | ------------------ | ------------------ | ------------------ | ------------------ |
| 1857               | 1869               | 1880               | 1890               | 1900               | 1910               | 1921               | 1931               | 1948               | 1953               | 1961               | 1971               | 1981               | 1991               | 2001               | 2011               |
| 210                | 194                | 185                | 207                | 219                | 209                | 215                | 188                | 151                | 146                | 139                | 117                | 108                | 198                | 102                | 126                |

## Nevezetességei
- A Nagyboldogasszony tiszteletére szentelt plébániatemploma 1888-ban épült egy kisebb 13. századi templom alapjain. A templom előtt álló harangtornyot 1970-ben építették. 1979-ben a földrengésben megrongálódott, mely után a nemzetközi karitász segítségével újították fel. 1991-ben a délszláv háború során gránáttalálat érte, emiatt fél évig tető és bejárati ajtó nélkül állt. Ivan Dulčić és Marijan Premerl üvegablakai csodával határos módon megmaradtak. Helyreállítása 2008-ban fejeződött be. A templom mellett található a falu temetője.

- Keresztelő Szent János tiszteletére szentelt temploma.

- Középkori őrtorony.